# Roger Daltrey
Roger Daltrey, CBE (* 1. března 1944, Hammersmith, Londýn, Anglie) je zpěvák, textař, zakladatel britské skupiny The Who. Působil též jako úspěšný sólový umělec, odehrál několik rolí ve filmu, v divadle a televizi, pracoval též jako filmový producent.

## Mládí
Narodil se v londýnské čtvrti Hammersmith, ale vyrostl v Actonu, dělnickém předměstí, odkud pocházeli i další členové skupiny The Who Pete Townshend a John Entwistle. Byl jedním ze tří dětí, které se narodily rodičům Ireně a Harrymu Daltreyovým a vyrůstal se dvěma sestrami Gillian a Carol. Harry Daltrey pracoval v továrně na klozety. Ireně Daltreyové lékaři řekli, že nikdy nebude moct mít děti, protože v roce 1937 přišla o ledvinu. Nicméně, jednoho dne během náletu za 2. světové války v londýnské nemocnici Hammersmith Hospital porodila syna. Když mu byly tři roky, spolkl rezavý hřebík, který musel být chirurgicky odstraněn a zůstala mu tak viditelná jizva. V pěti letech mu zbytky rzi způsobily žaludeční vřed, se kterým musel být také hospitalizován.
Navštěvoval Victoria Primary School a pak chlapeckou Acton County Grammar School, kterou navštěvoval společně s Petem Townshendem a Johnem Entwistlem. Protože byl talentovaný, mysleli si rodiče, že bude pokračovat na univerzitě, ale z něj se stal „školní rebel“ a jeho jediným zájmem byl rock and roll.
První kytaru si vyrobil sám a založil skifflovou kapelu nazvanou The Detours. Když mu otec koupil v roce 1959 kytaru zn. Epiphone, stal se ve skupině vedoucím kytaristou a brzy poté byl ze školy vyloučen za kouření. Pete Townshend ve své autobiografii napsal: "Do doby, než byl vyloučen ze školy, byl Roger dobrý žák. Jakmile však uslyšel Elvise, proměnil se v chuligána s elektrickou kytarou a strojeným úšklebkem. Byl toto rock'n'roll? Mladému muži s inteligencí, jakou měl Roger bylo jasné, že v konformitě není budoucnost."
Stal se ocelářským dělníkem a po práci hrával s kapelou na svatbách, v hostincích a v pánských klubech.
Přizval do skupiny spolužáka Johna Entwistlea, aby s nimi hrál na baskytaru a na jeho radu také pozval Petea Townshenda, aby hrál na kytaru. V té době bylo složení kapely Roger Daltrey kytara, Pete Townshend rytmická kytara, John Entwistle baskytara, Doug Sandom bicí a Colin Dawson sólový zpěv.
Když Colin Dawson opustil skupinu, Daltrey přešel na zpěv a Townshend na sólovou kytaru. V roce 1964 opustil skupinu bubeník Doug Sandom a nahradil jej Keith Moon.

## Hudební kariéra

### The Who

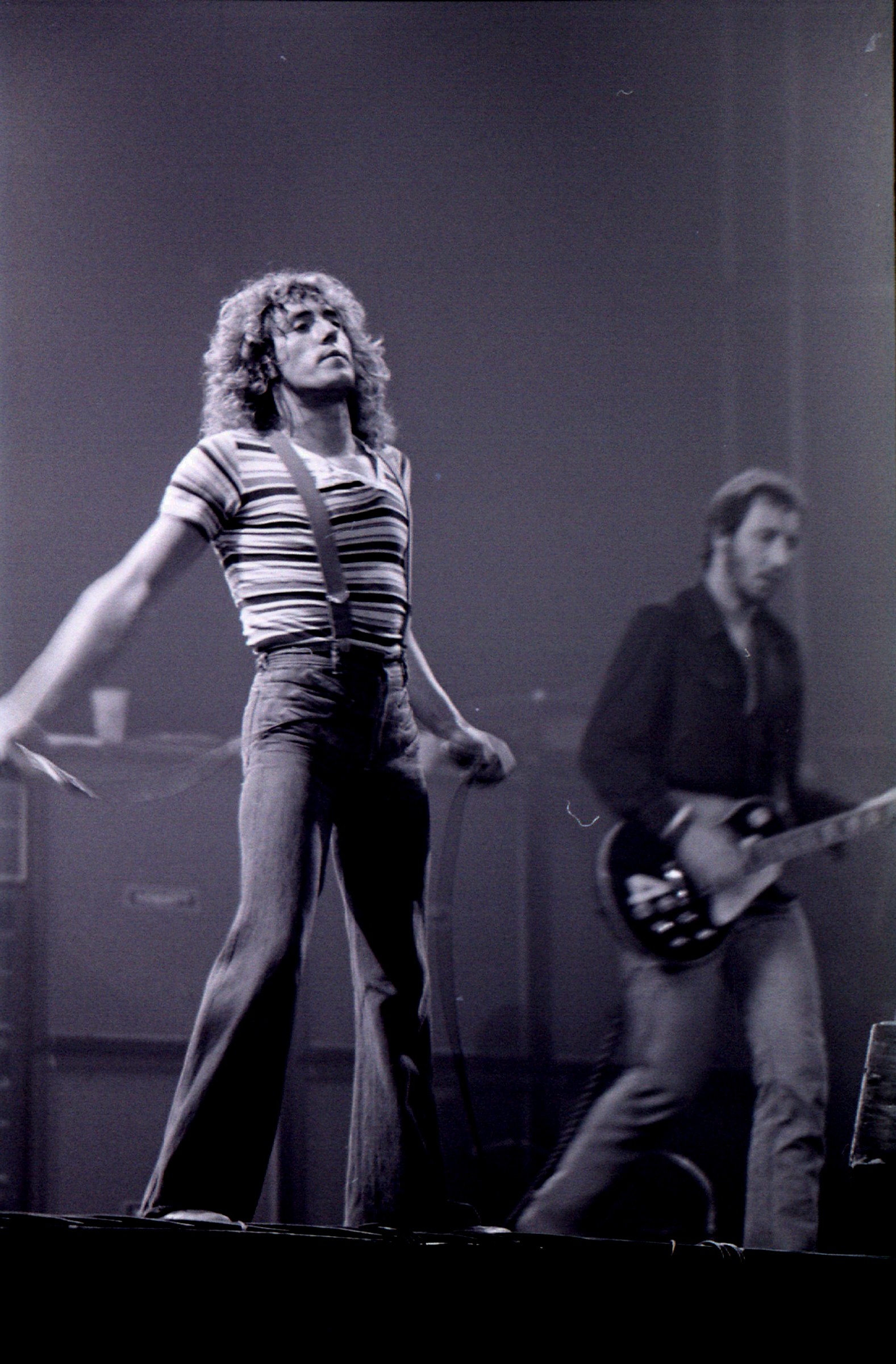
Daltrey (vlevo) a Townshend na pódiu (1976)

Po prvním hitu The Who a zisku nahrávací smlouvy začal psát Townshend vlastní skladby a Daltrey začal v kapele ztrácet svou dominantní roli. Na konci roku 1965 byl Daltrey z kapely vyhozen, protože zmlátil bubeníka Keithe Moona kvůli tomu, že Townshendovi a Entwistleovi dodával drogy. To ho vedlo k přehodnocení svého způsobu jednání s lidmi. Po týdnu ho kapela přijala zpět, ale bylo mu řečeno, že je to pouze na zkušební dobu. Slíbil, že něco podobného už nikdy neudělá. Daltrey vzpomíná: "Myslel jsem si, že kdybych kapelu ztratil, byl bych mrtvý. Kdybych s The Who nezůstal, pracoval bych v plechárně po zbytek svého života."
Druhý singl The Who, "Anyway Anyhow Anywhere", byl jedinou skladbou, kterou napsali Daltrey a Townshend společně. Daltrey v té době napsal pro kapelu ještě dvě další skladby. Z Townshenda se stal jeden z nejlepších rockových skladatelů a Daltreyho zpěv se stal prostředkem k vyjádření Townshendových vizí. Koncerty The Who byly velmi energické a Daltreyho točení mikrofonem se stalo jejich charakteristickým rysem. Také Daltreyho koktání v "My Generation", které mělo vyjadřovat hněv, frustraci a aroganci mladé generace, vystihlo revoluční názory šedesátých let a stalo se typické pro The Who podobně jako později řev na konci "Won't Get Foolled Again".
Od konce šedesátých let se Daltrey s každým dalším albem (Tommy, Who's Next, Quadrophenia) více a více stával tváří a hlasem kapely. Ve stejnojmenné filmové adaptaci rockové opery Tommy, kterou režíroval Ken Russell, hrál Daltrey titulní roli. Byl za ni nominován na Zlatý glóbus za nejlepší herecký debut. 10. dubna 1975 se objevil na obálce časopisu Rolling Stone. S Russellem podruhé spolupracoval na filmu Lisztomania, kde hrál maďarského skladatele Franze Liszta. Na soundtracku k tomuto filmu spolupracoval s Rickem Wakemanem, otextoval tři písně.
Po smrti Keithe Moona v roce 1978 se The Who rozhodli pokračovat, ale Daltrey si myslel, že nový bubeník Kenney Jones byla pro kapelu špatná volba. V roce 1980 Daltrey dokončil film McVicar o britském bankovním lupiči Johnu McVicarovi. Daltrey film produkoval, hrál v něm titulní roli a spolu s dalšími členy kapely nahrál soundtrack. Tento úspěch se spolu s dalšími stresy podílel na zhoršení vztahu s Townshendem. The Who skončili s aktivním vystupováním v roce 1982, kdy Townshend cítil, že už není schopný skládat pro kapelu. Kapela pokračovala ve spolupráci jen sporadicky, například vystoupením na Live Aid nebo nahráváním Daltreho sólového alba Under a Raging Moon a Townshendova taktéž sólového alba Iron Man.
Daltrey se poté zaměřil na herectví. V té době se objevil v několika filmech jako The Beggar's Opera (1983), Komedie plná omylů (1983), The Hunting of the Snark (1987), The Little Match Girl (1987), Buddy's Song (1990) a Mack the Knife (1990).

## Diskografie

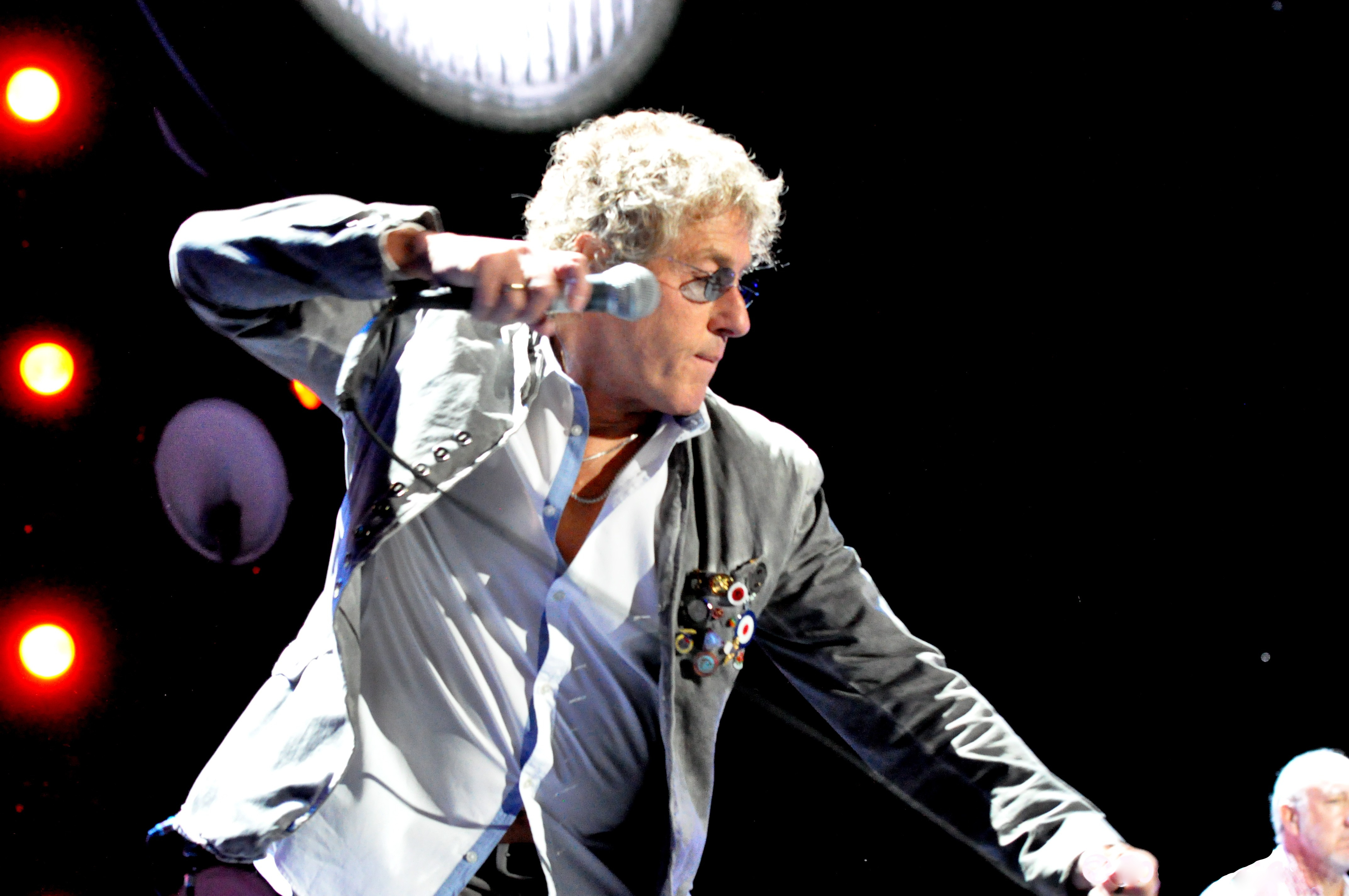
Roger Daltrey na koncertě The Who (2012)

### Sólová diskografie
- Daltrey (1973)
- Ride a Rock Horse (1975)
- One of the Boys (1977)
- McVicar (1980)
- Parting Should Be Painless (1984)
- Under a Raging Moon (1985)
- Can't Wait to See the Movie (1987)
- Rocks in the Head (1992)
- As Long as I Have You (2018)

### Kolaborace
- Going Back Home (2014) (s Wilko Johnsonem)

## Filmová a divadelní kariéra

### Film

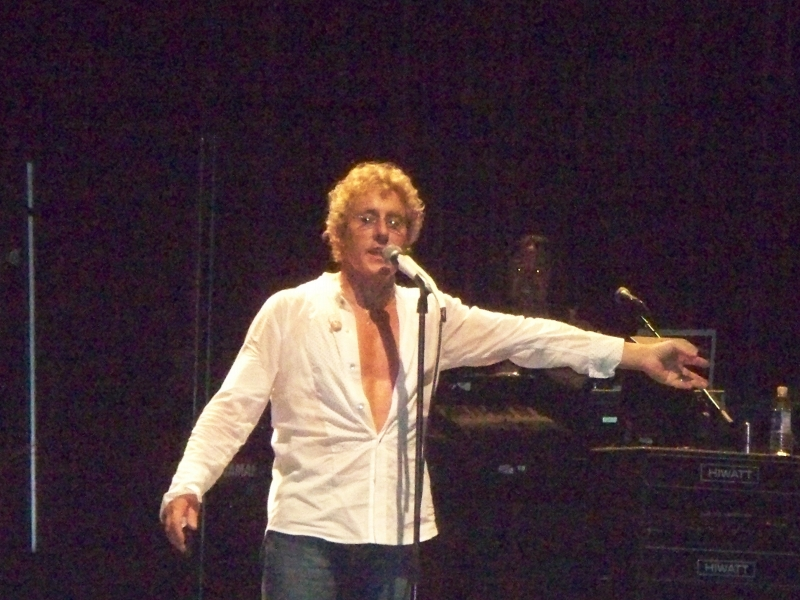
Daltrey v House of Blues v Bostonu (2009)

Poté, co The Who v roce 1982 skončili s aktivním vystupováním, se Daltrey zaměřil na filmovou a divadelní kariéru. Hrál ve více než 30 filmech, včetně hlavních rolí ve filmech Tommy (1975), kde hrál titulní roli hluchého, němého a slepého chlapce; Lisztomania (1975), kde hrál maďarského skladatele Franze Liszta; a McVicar (1980), kde hrál ozbrojeného lupiče Johna McVicara. Během osmdesátých a devadesátých let se objevil v různých muzikálech a dramatech, včetně The Beggar's Opera, Komedie plné omylů, The Little Match Girl, Mack the Knife a Buddy's Song.
V roce 1992 namluvil roli Barnabyho v dětském kresleném filmu The Real Story of Happy Birthday to You. V roce 2003 nazpíval postavu řidiče autobusu draka Argona v The Wheels on the Bus: Mango and Papaya's Animal Adventure. Objevil se i ve dvou dalších videích tohoto seriálu.
Kromě herectví byl Daltrey také producentem několika filmů, jako je Buddy's Song (1990), McVicar (1980) a Quadrophenia (1979).

### Televizní role
Hrál i několik rolí v televizi, včetně policejního drama v seriálu BBC Television Shakespeare – The Bill, ve sci-fi seriálu Sliders jako plk. Angus Rickman, v seriálu televize VH1 Strange Frequency 2, v seriálu Witchblade jako otec Del Toro a byl periodickou hostující hvězdou v seriálu Highlander: The Series jako nesmrtelný Hugh Fitzcairn, jako jeden z nejbližších přátel hlavního hrdiny Duncana MacLeoda.
Objevil se jako kreslená postavička v epizodě seriálu Simpsonovi – "Příběh dvou Springfieldů" ("A Tale of Two Springfields"), kde se společně s ním objevil John Entwistle (Pete Townshend byl v epizodě nahrazen jeho bratrem Paulem). The Who pomohli Homerovi rozbít zeď, kterou rozdělil centrum města.

### Jevištní role
Daltrey se objevil na jevišti například v roce 1987 v divadelní hře od Mikea Batta The Hunting of the Snark a také v roce 1998 v Battově Philharmani s Royal Philharmonic Orchestra. Objevil se též v roce 1995 v The Wizard of Oz in Concert: Dreams Come True jako Tin Man. V roce 1995 také hrál v trojdílné rozhlasové dramatizaci knih o vzpouře na Bounty od Charlese Nordhoffa a Jamese Normana Halla a v roce 1996 se objevil v produkci BBC Radio 2 Jesus Christ Superstar jako Jidáš. V roce 1998 hrál ve Vánoční koledě v produkci Radio City Music Hall. V roce 2003 hrál Alfreda P. Doolittlea v My Fair Lady v Hollywood Bowl.

## Filmografie

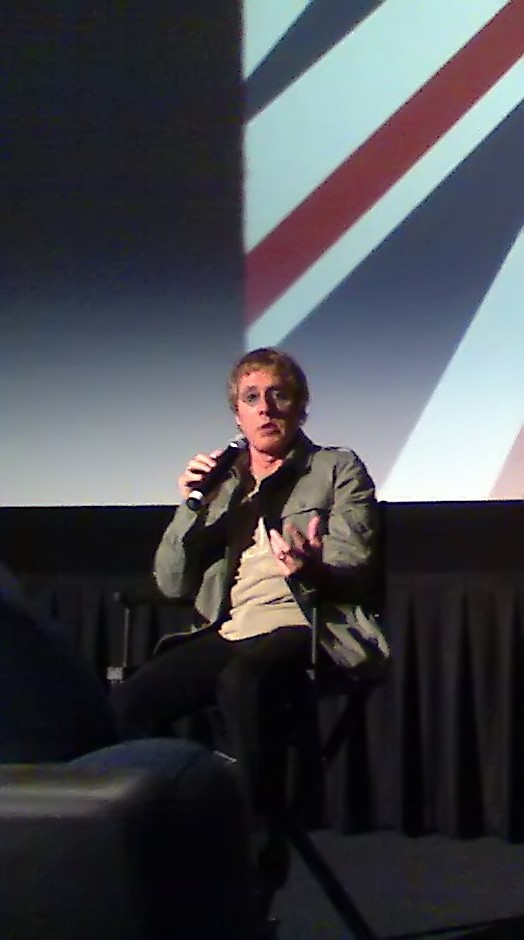
Roger Daltrey (2008)

| Rok  | Název                                                  | Role                                  |
| ---- | ------------------------------------------------------ | ------------------------------------- |
| 1975 | Tommy                                                  | Tommy Walker                          |
| 1975 | Lisztomania                                            | Franz Liszt                           |
| 1978 | Dědictví                                               | Clive                                 |
| 1980 | McVicar                                                | John McVicar                          |
| 1983 | The Beggar's Opera                                     | Macheath                              |
| 1983 | Komedie plná omylů                                     | Dromiové                              |
| 1983 | Bitter Cherry                                          |                                       |
| 1985 | Murder: Ultimate Grounds for Divorce                   |                                       |
| 1987 | The Hunting of the Snark                               | The Barrister                         |
| 1987 | The Little Match Girl                                  | Jeb Macklin                           |
| 1987 | Crossbow                                               | Francois Arconciel/François Arconciel |
| 1987 | Gentry                                                 | Colin                                 |
| 1988 | How to Be Cool                                         | sám sebe                              |
| 1990 | Mack the Knife                                         | pouliční zpěvák                       |
| 1990 | Zapomenutí vězni                                       | Howard                                |
| 1989 | Cold Justice                                           | Keith Gibson                          |
| 1991 | Buddy's Song                                           | Terry Clark                           |
| 1991 | Midnight Caller                                        | Danny Bingham                         |
| 1991 | Přísně tajné prázdniny                                 | Blade                                 |
| 1992 | The Freddie Mercury Tribute Concert                    | koncertní vystoupení                  |
| 1992 | The Real Story of Happy Birthday to You                | Barnaby (hlas)                        |
| 1993 | Příběhy ze záhrobí                                     | Dalton Scott                          |
| 1993 | Highlander                                             | Hugh Fitzcairn                        |
| 1994 | Bleskový Jack                                          | John T. Coles                         |
| 1994 | A Celebration: The Music of Pete Townshend and The Who | koncertní vystoupení                  |
| 1995 | The Wizard of Oz in Concert: Dreams Come True          | Tin Man                               |
| 1996 | Vampirella                                             | Vlad                                  |
| 1996 | Lois & Clark: The New Adventures of Superman           | Taz                                   |
| 1997 | Cesta do neznáma                                       | Col. Angus Rickman                    |
| 1997 | Pirate Tales                                           | William Dampier                       |
| 1998 | Like It Is                                             | Kelvin                                |
| 1999 | Kouzelná země skřítků                                  | král Boric                            |
| 1999 | Rude Awakening                                         | Nobby Clegg                           |
| 1999 | The Bill                                               | Larry Moore                           |
| 2000 | Dark Prince: The True Story of Dracula                 | král Janos                            |
| 2000 | Best                                                   | Rodney Marsh                          |
| 2000 | The Young Messiah – Messiah XXI                        | sám sebe                              |
| 2001 | Prokletí                                               | host/ďábel                            |
| 2001 | Osudu neutečeš                                         | Nehemiah Peoples                      |
| 2001 | Witchblade                                             | otec Del Toro/madame Sesostris        |
| 2002 | .com for Murder                                        | Ben                                   |
| 2002 | Zlatá sedmdesátá                                       | Mr. Wilkinson                         |
| 2003 | The Wheels on the Bus                                  | drak Argon                            |
| 2005 | Trafalgar Battle Surgeon                               | Loblolly Boy                          |
| 2006 | Irská krev                                             | Jimmy Nolan                           |
| 2006 | Kriminálka Las Vegas                                   | Mickey Dunn                           |
| 2007 | Pop Pirates                                            | producent                             |
| 2007 | The Last Detective                                     | Mick Keating                          |
| 2012 | Once Upon a Time                                       | housenka                              |
| 2013 | Pawn Stars                                             | sám sebe                              |
| 2013 | Once Upon a Time in Wonderland                         | modrá housenka                        |

## Literární dílo
Roger Daltrey přispěl do sbírky povídek vydané v roce 1966 I Remember: Reflections on Fishing in Childhood. V roce 2009 napsal předmluvu k Anyway, Anyhow, Anywhere: The Complete Chronicle of The Who 1958–1978 od Andrewa Neilla a Matta Kenta. V roce 2011 napsal článek, ve kterém vzdal hold Kenu Russellovi a který byl uveřejněn v britském deníku Daily Express.

## Politické názory
Daltrey byl dříve zastáncem Labouristické strany, ale svojí podporu strany stáhl a citoval svůj nesouhlas s politikou „masové imigrace“ zavedenou za vlády Tonyho Blaira. V roce 2018 kritizoval vůdce labouristů Jeremyho Corbyna a označil ho za „komunistu“.
Daltrey silně podporoval brexit.

## Osobní život
Daltrey byl dvakrát ženatý. V roce 1964 si vzal Jacqueline "Jackie" Rickman, s níž má syna Simona, který se narodil taktéž v roce 1964. Rozvedli se v roce 1968. V roce 1967 se Daltreymu narodil syn Mathias, jehož matkou byla švédská modelka Elisabeth Aronsson. V roce 1969 potkal Američanku Heather Taylor, jeho současnou manželku, kterou si vzal v roce 1971. Mají spolu tři děti – Rosie Lea (* 1972), Willow Amber (* 1975) a Jamie (* 1981). Daltrey má také pět dalších dětí ze vztahů z šedesátých let. Má pět vnuček (Lily, Lola, Ramona, Scarlet a Winter) a dva vnuky (Liam a Jonjo).
Daltrey vlastní farmu v Holmshurst Manor, vesnickém sídle nedaleko vesnice Burwash v Sussexu, které bylo postaveno v roce 1610. Také vlastní dům svých rodičů v Londýně. Na začátku nového milénia koupil dům v Los Angeles.
Je velkým fanouškem fotbalového klubu Arsenal FC, dokonce měl tu čest před výkopem posledního zápasu odehraného na Highbury zazpívat píseň na rozloučenou.
Daltrey tvrdí, že nikdy nezkusil tvrdé drogy a na rozdíl od ostatních členů kapely neměl žádné návykové problémy.